# Draget, Botkyrka kommun
Draget är en småort i Botkyrka kommun i Stockholms län beläget vid Vällingevägen, nordväst om sjön Aspen. 

## Allmänt
Bebyggelsen ingick 1990 i den av SCB avgränsade och namnsatta småorten Fiskarhagen + Kullen + Draget där också bebyggelse i den sammanväxta orten Kulle och Fiskarhagen omfattades. 1995 bildade Fiskarhagen en egen småort och den kvarvarande bebyggelsen avgränsades till en egen småort i Botkyrka kommun benämnd Draget + Kullen.  Efter 2000 har befolkningen i detta område varit färre än 50 personer och SCB räknar inte längre området som en småort. Detta förändrades 2015 då SCB åter räknade 55 invånare inom småorten.

## Historisk bakgrund
Vid Draget finns arbetarbostäder som uppfördes 1904 för Norsborgs vattenverks personal. Bostäderna omfattar flera mindre trähus, två vitputsade stenbyggnader och två stora faluröda träbyggnader. De faluröda byggnaderna uppfördes i två våningar och utmärker sig genom en jugendstil-liknande snickeriarkitektur med markanta utanpåliggande trapphus. Området ligger väster om vägen mot vattenverket. Ursprungligen var dessa hus avsedda för byggnadsarbetarna vid vattenverket. Samtliga arbetarbostäder från sekelskiftet var försedda med vatten och avlopp. De äldre arbetarbostäderna på Draget används idag mestadels som sommarbostäder.